# بيدرو رودريغيز (كاتب إسباني)
بيدرو رودريغيز (بالإسبانية: Pedro Rodríguez García)‏ هو كاتب إسباني، ولد في 19 يوليو 1933 في كارتاخينا في إسبانيا.